# Johannes Wende
Johannes Wende (* 1978 in Dettelbach) ist ein deutscher Filmwissenschaftler.

## Leben
Wende studierte Kommunikationswissenschaft, Psychologie und Medienrecht an der LMU München (Magister Artium 2002) und Regie für Kino- und Fernsehfilm an der Hochschule für Fernsehen und Film München (Diplom 2010). Zudem absolvierte er ein Studium der freien Malerei und Grafik bei Ben Willikens und Gerhard Merz an der Akademie der Bildenden Künste München.
Von 2000 bis 2004 war er Stipendiat der Studienstiftung des deutschen Volkes, im Jahr 2007 erhielt er ein Stipendium für Medienkunst der HFF München.
Seit 2008 ist er als wissenschaftlicher Mitarbeiter in der Abteilung Medienwissenschaft der HFF München angestellt. Daneben leitete er Seminare an verschiedenen Hochschulen, u. a. der Bauhaus-Universität Weimar (2006) und der Bayerischen Theaterakademie August Everding. Außerdem ist er als freischaffender Künstler, Regisseur und Drehbuchautor tätig. Im November 2020 wurde Wende zum Vizepräsidenten der HFF München gewählt.
Im Jahr 2013 reichte er seine Dissertation über das Thema „Der Tod im Spielfilm“ ein, die bei edition text+kritik erschien. Dort ist er seit 2013 Mitherausgeber der durch Thomas Koebner begründeten filmwissenschaftlichen Fachzeitschrift Film-Konzepte.

## Publikationen (Auswahl)
- Sofia Coppola (= FilmKonzepte. Heft 29). edition text+kritik, München 2013, ISBN 978-3-86916-247-8.
- Der Tod im Spielfilm. edition text+kritik, München 2013, ISBN 978-3-86916-336-9.
- Reihenherausgeber mit Thomas Koebner und Fabienne Liptay: Film-Konzepte, edition text + kritik, München, ISSN 1861-9622, (Vierteljahresschrift; erscheint seit Januar 2006).